# Holger Koch
Holger Koch (* 19. Februar 1955 in Freiberg) ist ein deutscher Maler und Grafiker.

## Leben
Holger Koch machte eine Lehre und arbeitete als Schriftmaler. Daneben besuchte er von 1976 bis 1979 bei Gerald Sippel die Abendschule Malerei/Grafik der Hochschule für Bildende Künste Dresden. Von 1980 bis 1985 machte er bei Gert Wunderlich an der Hochschule für Grafik und Buchkunst Leipzig ein Fernstudium in Gebrauchsgrafik.
Seit 1988 ist er freischaffend als Maler und Grafiker in Freiberg tätig. Er war bis 1990 Mitglied des Verbands Bildender Künstler der DDR.

## Rezeption
„Die originelle und immer wieder überraschende Welt des Freiberger Malers entspringt einer schier überbordenden Phantasie. Seine Arbeiten nehmen den Betrachter mit in ein Paralleluniversum voller skurriler Figuren, absonderlicher Tiere und sogar zum Leben erwachter Gegenstände – alle zumeist beschäftigt mit höchst eigenwilligem Tun. Kochs pastos gemalte Bilder verströmen eine große Heiterkeit und Freundlichkeit. Der Blick des Malers auf sein Fabelvolk ist dabei nie boshaft karikierend, sondern geprägt von Herzenswärme und Menschen-, respektive Kreaturfreundlichkeit.“

## Ausstellungen
Koch hatte seit 1982 eine bedeutende Anzahl von Ausstellungen.

## Publikationen (Auswahl)
- Kleingedrucktes. Aquarellierte Radierungen, mit Texten von Jens Kassner. Eigenverlag
- Schau doch mal rein. Aquarelle, Gemälde, Zeichnungen, mit Giclee-Druck, Eigenverlag

## Werke in Museen und öffentlichen Sammlungen
- Chemnitz, Neue Sächsische Galerie[4]
- Cottbus, Kunstmuseum Dieselkraftwerk Cottbus[4]
- Nürnberg, Graphische Sammlung des Germanischen Nationalmuseums (Herz-Los; Farb-Lithographie. 1988)[5]
- Schwerin, Staatliche Museen Schwerin[4]